# Jean-Louis Crémieux-Brilhac
Pour les articles homonymes, voir Crémieux.
Ne doit pas être confondu avec Adolphe Crémieux.
Jean-Louis Crémieux, dit Crémieux-Brilhac, né le 22 janvier 1917 à Colombes et mort le 8 avril 2015 à Paris 5e,, est un haut fonctionnaire, ancien résistant et historien français de la Seconde Guerre mondiale, correspondant de l'Institut (Académie des sciences morales et politiques).

## Biographie

### De la captivité à la France libre

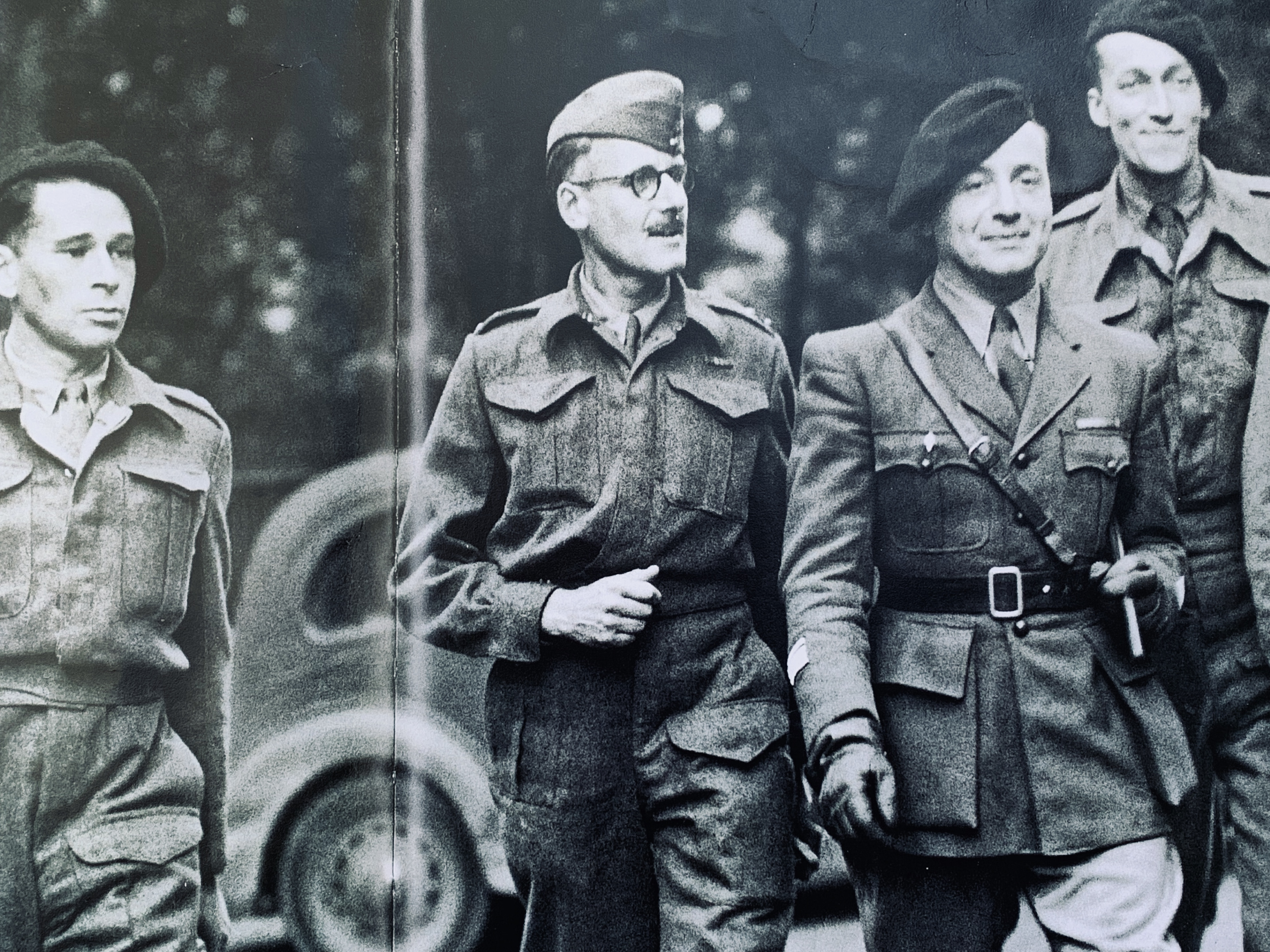
Photographie d'un groupe des évadés français par la Russie, « Les Russes », à leur arrivée en Angleterre en septembre 1941. De gauche à droite : Jean-Louis Crémieux-Brilhac et Jean Richemond, futurs membres du commissariat national à l’Intérieur – Pierre Billotte, futur chef de l’état-major particulier du général de Gaulle – François Thierry-Mieg, futur chef du service de contre-espionnage du Bureau central de renseignements et d'action (BCRA).

Parisien originaire d’une famille juive installée depuis cinq siècles à Carpentras, puis à Nîmes et à Narbonne, il est précocement politisé. Grâce à son oncle, le critique littéraire Benjamin Crémieux (1888-1944), il rencontre, alors qu'il n'est encore que lycéen, André Malraux et Stefan Zweig. Il fait d'excellentes études secondaires au lycée Condorcet (de 1924 à 1933), puis des études de lettres et d'histoire à la Sorbonne. À partir de 1931, il passe une partie de ses vacances en Allemagne, où il assiste à la montée du nazisme. Il est de 1935 à 1938 le plus jeune adhérent du Comité de vigilance des intellectuels antifascistes.
Mobilisé en septembre 1939, ayant suivi un peloton d'E.O.R (élèves-officiers de réserve) à Saint-Cyr, il est promu aspirant. Affecté à l'extrémité ouest de la ligne Maginot, il est fait prisonnier à Jaulgonne (Aisne), le 11 juin, et envoyé en Allemagne dans un Oflag de Poméranie. Le 4 janvier 1941, il parvient à s’évader du Stalag II B, où il avait été transféré, et gagne l’Union soviétique. Il y est emprisonné, comme plus de deux cents autres Français. L’invasion allemande engagée le 22 juin 1941 change la donne : la France libre étant devenue l'alliée de l’URSS, il peut, avec 185 autres évadés français, rallier le Royaume-Uni (avec notamment Pierre Billotte, Alain de Boissieu, François Thierry-Mieg, Pierre Rateau ou encore le dessinateur Tim), où il s’engage dans les Forces françaises libres le 9 septembre 1941 sous le pseudonyme de Brilhac.
Affecté en 1942 au commissariat national à l'Intérieur à Londres, il devient secrétaire du Comité exécutif de propagande et chef du service de diffusion clandestine de la France libre (printemps 1942-août 1944). À ce titre, il est amené à parler plusieurs fois au micro de Radio Londres, dont il aide à préparer les émissions à destination de l'Europe occupée.

### Vie publique d'après-guerre
Il est, à la Libération, le cofondateur de La Documentation française et en devient le directeur-adjoint, puis le directeur. Il est fait conseiller d’État (1982-1986). Dans les années 1950, sans renier son attachement à l'homme du 18 juin, il soutient l'expérience gouvernementale et le combat politique de Pierre Mendès France. Organisateur des colloques de Caen de 1956 et 1966 sur l'enseignement supérieur et la recherche, il est l’animateur avec Jacques Monod et le mathématicien André Lichnerowicz du Mouvement pour l’expansion de la recherche scientifique (1956-1972).

### L'historien-témoin
À sa retraite, Jean-Louis Crémieux-Brilhac se fait historien des épisodes de la guerre qu'il a vécus et dont il possède une connaissance intime. On lui doit principalement deux sommes, fruits d'années de recherches, et qui font aujourd'hui autorité dans la communauté des historiens.
Dans Les Français de l'an Quarante, il nuance l'idée d'une France partie à la guerre démoralisée, mal préparée et vaincue d'avance : il analyse l'évolution du moral des différentes composantes de la population française pendant la Drôle de guerre, met en évidence la réalité du « complot de la paix » et montre que l'énorme effort de guerre consenti par la France commençait à porter ses fruits juste avant l'invasion, survenue trop tôt. Son exposé des combats de mai-juin 1940, fondé notamment sur les Journaux de marche, éclaire les contrastes de comportement entre les unités d'active, les divisions motorisées et l'aviation d'une part, combatives et efficaces, et les divisions dites de série B, d'autre part, plus âgées et peu aptes à contenir l'offensive adverse. Il met en lumière le sursaut national auquel ont donné lieu, du 26 mai au 9 juin 1940, les batailles de la Somme et de l'Aisne.
Dans La France libre, première et à ce jour[Quand ?] seule grande synthèse scientifique consacrée à l'épopée gaullienne, il s'appuie sur nombre d'archives inédites, qu'elles proviennent du BCRA, des États-Unis ou du gouvernement britannique, pour reconstituer l'histoire des « hommes partis de rien » (René Cassin). Si l'ouvrage laisse paraître la sympathie et l'admiration intactes pour de Gaulle, les volontaires de la France libre et leur combat, il n'hésite pas à rectifier la légende lorsqu'il le faut, en démontrant par exemple que le début de l'appel du 18 Juin a été censuré par le Foreign Office et que l'appel dit du 19 juin n'a jamais été diffusé, ou que la crainte, en 1944, que les Américains placent la France sous administration militaire (AMGOT) était exagérée. Il souligne l'importance de l'œuvre de reconstruction de l'État et de rétablissement de la légalité républicaine accomplie par le Comité de la libération nationale et remet en lumière l'originalité et l'œuvre de personnalités parfois négligées, ainsi le général Catroux.
Il avait édité en 1975 une sélection fortement documentée des chroniques en français prononcées à Radio Londres pendant la guerre, et a publié en 2004 Prisonniers de la Liberté, l'histoire du périple vécu par 218 Français échappés des camps allemands, emprisonnés en URSS jusqu'à l'opération Barbarossa et dont 186 purent rallier les Forces françaises libres parmi lesquels, lui-même et les futurs généraux Billotte et Alain de Boissieu, qui devint le gendre de Charles de Gaulle.

## Publications

### Ouvrages
- Retour par l'URSS, Paris, Calmann-Lévy, 1945.
- Ici Londres. Les Voix de la liberté, Paris, La Documentation française, 1975-1977 (5 volumes).
- Les Français de l'an 40, vol. 1 : La guerre, oui ou non ?, Paris, Gallimard, coll. « La Suite des temps », 1990, 740 p. (ISBN 2-07-071897-2, présentation en ligne).
- Les Français de l'an 40, vol. 2 : Ouvriers et soldats, Paris, Gallimard, coll. « La Suite des temps », 1990, 647 p. (ISBN 2-07-071896-4, présentation en ligne).
- La France libre : de l'appel du 18 juin à la Libération, Paris, Gallimard, coll. « La suite des temps », 1996, 969 p. (ISBN 2-07-073032-8, présentation en ligne). Nouvelle édition revue et augmentée : La France libre : de l'appel du 18 juin à la Libération, vol. 1 et 2, Paris, Gallimard, coll. « Folio. Histoire » (no 226-227), 2014, 1476 p., poche (ISBN 978-2-07-045469-3 et 978-2-07-045470-9).
- Prisonniers de la liberté : l'odyssée des 218 évadés par l'URSS : 1940-1941  (ill. Louis Mitelberg), Paris, Gallimard, coll. « Témoins », 2003, 408 p. (ISBN 2-07-073502-8, présentation en ligne), [présentation en ligne].
- Pour Jean Moulin, illustré par Vladimir Veličković et Claude Weisbuch, 2004.
- Georges Boris. Trente ans d'influence : Blum, de Gaulle, Mendès France, Paris, Gallimard, coll. « La Suite des temps », 2010, 460 p. (ISBN 978-2-07-012762-7, présentation en ligne).
- L'appel du 18 juin, Paris, Calmann-Lévy, 1963, 1970, Paris, Armand Colin, 2010.
- La politique scientifique de Pierre Mendès France : une ambition républicaine, Paris, Armand Colin, coll. « Le sens de la recherche », 2012, 185 p. (ISBN 978-2-200-28054-3, présentation en ligne).
- De Gaulle, la République et la France libre : 1940-1945, Paris, Perrin, coll. « Tempus » (no 547), 2014, 493 p. (ISBN 978-2-262-04382-7, présentation en ligne).
- L'Étrange victoire. De la défense de la République à la libération de la France, Gallimard, 244 pages, 2016.

### Préfaces
- Charles de Gaulle, Mémoires, Paris, Gallimard Bibliothèque de la Pléiade, 2000,  (ISBN 2-07-011583-6)
- André Gillois, Ce siècle avait deux ans. Mémoires, Paris, Mémoire du Livre, 2002.
- Michael R. D. Foot, Des Anglais dans la Résistance : le service secret britannique d’action (SOE) en France, avant-propos et notes de Jean-Louis Crémieux-Brilhac (pour l’édition française), traduit de l’anglais par Rachel Bouyssou, Paris, Tallandier, 2008 ; rééd. Texto, coll. « Le Goût de l’histoire », Tallandier, 2011.
- Jean-Mathieu Boris, Combattant de la France Libre. Témoignage, éditions Perrin, 2012.
- Bob Maloubier, Agent secret de Churchill 1942-1944, Tallandier, 2011,  (ISBN 978-2-84734-795-1).
- Madeleine Michelis, Correspondance d'avant-guerre et de guerre, présentations de Julien Cahon, Marie Claude Durand et Charles-Louis Foulon, collection Résistance, Le Félin, janvier 2015.

### Articles
- La Bataille des Glières et la guerre psychologique, Revue d'Histoire de la 2e Guerre Mondiale, no 99, juillet 1975.
- Du 18 juin aux 18 juin, in Espoir, revue de la Fondation et de l'Institut Charles de Gaulle, no 123, juin 2000.
- Alain Minc, le livre de trop, Le Monde, 23-24 juin 2013.
- France — Grande-Bretagne. Deux visions de la Résistance française, Le Débat, no 177, novembre-décembre 2013.

### Traductions
- Richard Wagner, Beethoven, Paris, Gallimard, 1970.
- John Kenneth Galbraith, L'Ère des libéraux, Le nouvel État industriel, Paris, Gallimard.
- J. Gay, Le Siècle des Lumières, Éditions Time-Life.

## Filmographie

### Documentaire
- Des Anglais dans la Résistance, une guerre irrégulière, documentaire de Jean-Louis Crémieux-Brilhac et Laurène L’Allinec, 60 min, 2012 ; première diffusion : France 5, 16 décembre 2012.

## Décorations
- Grand-croix de la Légion d'honneur[9]
- Croix de guerre 1939–1945
- Médaille de la Résistance française (31 mars 1947)[10]
- Officier de l'ordre des Arts et des Lettres
- Médaille commémorative des services volontaires dans la France libre
- Ordre de l'Empire britannique à titre civil

## Vidéographie
- Timothy Miller, Jean-Louis Crémieux Brilhac. Un républicain dans le siècle, prod. Laurence Uebersfeld, 52 min.

## Archives
- Inventaire du fonds d'archives de Jean-Louis Crémieux-Brilhac conservé à La contemporaine.